# Albert S. Lindemann
Albert S. Lindemann (geboren 19. Mai 1938) ist ein US-amerikanischer Historiker und Emeritus der University of California, Santa Barbara.

## Leben
Albert S. Lindemann hat in Harvard und Stanford studiert und 1968 an der Harvard University promoviert. Seit 1966 war er an der University of California, Santa Barbara (UCSB) beschäftigt, er war dort sein ganzes Berufsleben tätig. Seine Veröffentlichungen kreisen um das Thema extremistische politische Bewegungen im neunzehnten und zwanzigsten Jahrhundert. Zur Genese des Antisemitismus hat er mehrere Untersuchungen vorgelegt und dabei zunächst die Beilis-Affäre, Dreyfus-Affäre und den Fall Leo Frank im Zusammenhang dargestellt. In seiner Untersuchung von 1997 versucht er die Ausbreitung des Antisemitismus mit soziologischen Befunden zu begründen. Seine Forschungen werden weithin wahrgenommen, diskutiert und kritisiert, so von Alan E. Steinweis.
Albert S. Lindemann ist mit Barbara Lindemann verheiratet.

## Schriften
- mit Richard S. Levy: Antisemitism, a history. Oxford University Press, Oxford 2010, ISBN 978-0-19-923502-5.
- Albert S. Lindemann: Anti-Semitism before the Holocaust. Longman, Harlow 2000, ISBN 0-582-36964-9.
- Esau’s Tears: Modern Anti-Semitism and the Rise of the Jews. Cambridge University Press, Cambridge 1997, ISBN 0-521-79538-9.
- The Jew Accused: Three Anti-Semitic Affairs (Dreyfus, Beilis, Frank) 1894–1915. Cambridge University Press, Cambridge (England)/New York 1991, ISBN 0-521-40302-2.
- A History of European Socialism. Yale University Press, New Haven/London 1983, ISBN 0-300-02797-4.
- The 'Red Years': European Socialism vs. Bolshevism, 1919–21. University of California Press, Berkeley (Calif.) u. a. 1974, ISBN 0-520-02511-3.